# Já, Tonya

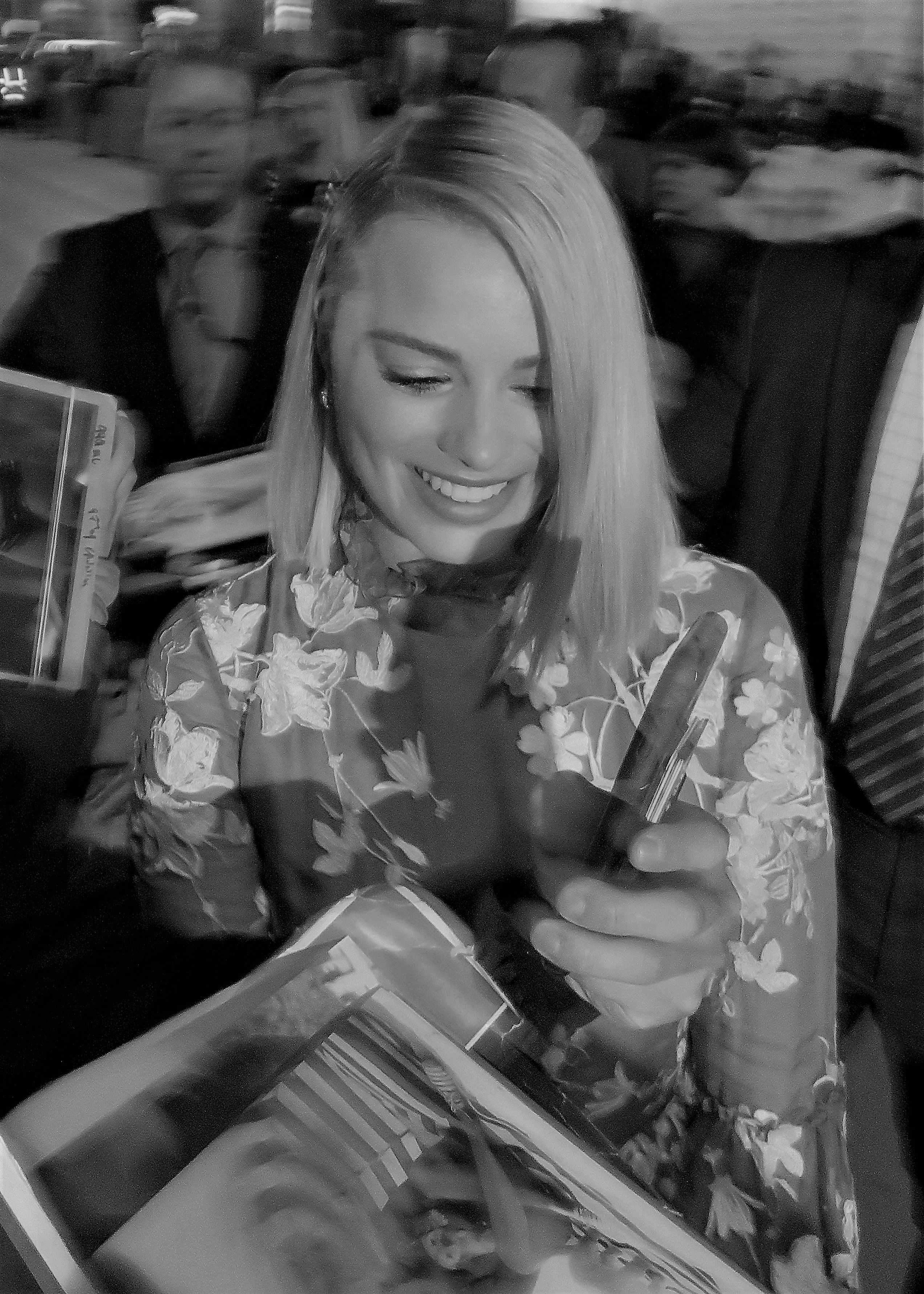
Margot Robbie na premiéře filmu

Já, Tonya (v anglickém originále I, Tonya) je americký životopisný sportovní film s prvky černého humoru z roku 2017. Režie se ujal Craig Gillespie a scénáře Steven Rogers. Ve snímku hrají hlavní role Margot Robbie, Sebastian Stan, Julianne Nicholson, Caitlin Carver, Bobby Cannavale a Allison Janney. Příběh vypráví o útoku z roku 1994 na krasobruslařku Nancy Kerrigan.
Film měl premiéru na Torontském mezinárodním filmovém festivalu dne 8. prosince 2017 a premiéru v amerických kinech měl 8. prosince 2017. V České republice bude mít premiéru 15. února 2018. Snímek získal pozitivní reakce od kritiků a tři nominace na cenu Zlatý glóbus.

## Obsazení
- Margot Robbie jako Tonya Hardingová
  - Mckenna Grace jako malá Tonya Harding
- Sebastian Stan jako Jeff Gillooly, bývalý manžel Hardingové
- Allison Janney jako LaVona Fay Golden, matka Hardingové
- Julianne Nicholson jako Diane Rawlinson, trenérka krasobruslení
- Caitlin Carver jako Nancy Kerrigan, krasobruslařka, rivalka Hardingové
- Bojana Novakovic jako Dody Teachman, trenérka Hardingové
- Paul Walter Hauser jako Shawn Eckhardt, bodyguard
- Bobby Cannavale jako producent Hard Copy
- Dan Triandiflou jako Bob Rawlinson

## Nominace a ocenění
| Award                                         | Datum ceremoniálu  | Kategorie                                             | Nominovaný                                                  | Výsledek  |
| --------------------------------------------- | ------------------ | ----------------------------------------------------- | ----------------------------------------------------------- | --------- |
| AACTA International Awards                    | 6. ledna 2018      | Nejlepší režie                                        | Craig Gillespie                                             | nominace  |
| AACTA International Awards                    | 6. ledna 2018      | Nejlepší herečka v hlavní roli                        | Margot Robbie                                               | vítězství |
| AACTA International Awards                    | 6. ledna 2018      | Nejlepší herečka ve vedlejší roli                     | Allison Janney                                              | vítězství |
| Alliance of Women Film Journalists            | 9. ledna 2018      | Nejlepší herečka v hlavní roli                        | Margot Robbie                                               | nominace  |
| Alliance of Women Film Journalists            | 9. ledna 2018      | Nejlepší herečka ve vedlejší roli                     | Allison Janney                                              | nominace  |
| Alliance of Women Film Journalists            | 9. ledna 2018      | Nejodvážnější výkon                                   | Margot Robbie                                               | vítězství |
| American Cinema Editors Awards                | 26. ledna 2018     | Nejlepší střih – komedie                              | Tatiana S. Riegel                                           | vítězství |
| Austin Film Critics Association               | 8. ledna 2018      | Nejlepších deset filmů roku 2017                      | Já, Tonya                                                   | vítězství |
| Austin Film Critics Association               | 8. ledna 2018      | Nejlepší herečka v hlavní roli                        | Margot Robbie                                               | nominace  |
| Austin Film Critics Association               | 8. ledna 2018      | Nejlepší herečka ve vedlejší roli                     | Allison Janney                                              | vítězství |
| Boston Society of Film Critics                | 10. prosince 2017  | Nejlepší herečka ve vedlejší roli                     | Allison Janney                                              | 2. místo  |
| Boston Society of Film Critics                | 10. prosince 2017  | Nejlepší střih                                        | Tatiana S. Riegel                                           | 2. místo  |
| Cena národní společnosti filmových kritiků    | 6. ledna 2018      | Nejlepší herečka ve vedlejší roli                     | Allison Janney                                              | 3. místo  |
| Central Ohio Film Critics Association         | 4. ledna 2018      | Nejlepší herečka v hlavní roli                        | Margot Robbie                                               | nominace  |
| Central Ohio Film Critics Association         | 4. ledna 2018      | Nejlepší herečka ve vedlejší roli                     | Allison Janney                                              | 2. místo  |
| Chicago Film Critics Association              | 12. prosince 2017  | Nejlepší herečka v hlavní roli                        | Margot Robbie                                               | nominace  |
| Chicago Film Critics Association              | 12. prosince 2017  | Nejlepší herečka ve vedlejší roli                     | Allison Janney                                              | nominace  |
| Critics' Choice Movie Awards                  | 11. ledna 2018     | Nejlepší herečka v hlavní roli                        | Margot Robbie                                               | nominace  |
| Critics' Choice Movie Awards                  | 11. ledna 2018     | Nejlepší herečka ve vedlejší roli                     | Allison Janney                                              | vítězství |
| Critics' Choice Movie Awards                  | 11. ledna 2018     | Nejlepší masky                                        | Já, Tonya                                                   | nominace  |
| Critics' Choice Movie Awards                  | 11. ledna 2018     | Nejlepší komedie                                      | Já, Tonya                                                   | nominace  |
| Critics' Choice Movie Awards                  | 11. ledna 2018     | Nejlepší herečka v hlavní roli (komedie)              | Margot Robbie                                               | vítězství |
| Dallas–Fort Worth Film Critics Association    | 13. prosince 2017  | Nejlepší snímek                                       | Já, Tonya                                                   | 8. místo  |
| Dallas–Fort Worth Film Critics Association    | 13. prosince 2017  | Nejlepší herečka v hlavní roli                        | Margot Robbie                                               | 3. místo  |
| Dallas–Fort Worth Film Critics Association    | 13. prosince 2017  | Nejlepší herečka ve vedlejší roli                     | Allison Janney                                              | vítězství |
| Denver Film Critics Society                   | 15. ledna 2018     | Nejlepší původní scénář                               | Steven Rogers                                               | nominace  |
| Denver Film Critics Society                   | 15. ledna 2018     | Nejlepší herečka v hlavní roli                        | Margot Robbie                                               | nominace  |
| Denver Film Critics Society                   | 15. ledna 2018     | Nejlepší komedie                                      | Já, Tonya                                                   | nominace  |
| Denver Film Critics Society                   | 15. ledna 2018     | Nejlepší herečka ve vedlejší roli                     | Allison Janney                                              | vítězství |
| Detroit Film Critics Society                  | 7. prosince 2017   | Nejlepší herečka v hlavní roli                        | Margot Robbie                                               | nominace  |
| Detroit Film Critics Society                  | 7. prosince 2017   | Nejlepší herečka ve vedlejší roli                     | Allison Janney                                              | vítězství |
| Filmová cena Britské akademie                 | 18. února 2018     | Nejlepší herečka v hlavní roli                        | Margot Robbie                                               | nominace  |
| Filmová cena Britské akademie                 | 18. února 2018     | Nejlepší herečka ve vedlejší roli                     | Allison Janney                                              | vítězství |
| Filmová cena Britské akademie                 | 18. února 2018     | Nejlepší původní scénář                               | Steven Rogers                                               | nominace  |
| Filmová cena Britské akademie                 | 18. února 2018     | Nejlepší masky                                        | Deborah La Mia Denaver a Adruitha Lee                       | nominace  |
| Filmová cena Britské akademie                 | 18. února 2018     | Nejlepší kostýmy                                      | Jennifer Johnson                                            | nominace  |
| Florida Film Critics Circle                   | 23. prosince 2017  | Nejlepší herečka v hlavní roli                        | Margot Robbie                                               | vítězství |
| Florida Film Critics Circle                   | 23. prosince 2017  | Nejlepší herečka ve vedlejší roli                     | Allison Janney                                              | vítězství |
| Florida Film Critics Circle                   | 23. prosince 2017  | Nejlepší obsazení                                     | Já, Tonya                                                   | nominace  |
| Gotham Awards                                 | 27. listopadu 2017 | Nejlepší snímek                                       | Já, Tonya                                                   | nominace  |
| Gotham Awards                                 | 27. listopadu 2017 | Nejlepší herečka v hlavní roli                        | Margot Robbie                                               | nominace  |
| Hollywood Film Awards                         | 5. listopadu 2017  | Nejlepší herečka ve vedlejší roli                     | Allison Janney                                              | vítězství |
| Hollywood Film Awards                         | 5. listopadu 2017  | Nejlepší obsazení                                     | Já, Tonya                                                   | vítězství |
| Houston Film Critics Society                  | 6. ledna 2018      | Nejlepší herečka v hlavní roli                        | Margot Robbie                                               | nominace  |
| Houston Film Critics Society                  | 6. ledna 2018      | Nejlepší herečka ve vedlejší roli                     | Allison Janney                                              | vítězství |
| Independent Spirit Awards                     | 3. března 2018     | Nejlepší ženský herecký výkon v hlavní roli           | Margot Robbie                                               | nominace  |
| Independent Spirit Awards                     | 3. března 2018     | Nejlepší herečka ve vedlejší roli                     | Allison Janney                                              | vítězství |
| Independent Spirit Awards                     | 3. března 2018     | Nejlepší střih                                        | Tatiana S. Riegel                                           | vítězství |
| IndieWire Critic's Poll                       | 19. prosince 2017  | Nejlepší herečka ve vedlejší roli                     | Allison Janney                                              | 3. místo  |
| Los Angeles Film Critics Association          | 13. ledna 2018     | Nejlepší střih                                        | Tatiana S. Riegel                                           | 2. místo  |
| Mezinárodní filmový festival v Palm Springs   | 2. ledna 2018      | Spotlight Awards – herečka                            | Allison Janney                                              | vítězství |
| New York Film Critics Online                  | 10. prosince 2017  | Nejlepší herečka v hlavní roli                        | Margot Robbie                                               | vítězství |
| New York Film Critics Online                  | 10. prosince 2017  | Nejlepší herečka ve vedlejší roli                     | Allison Janney                                              | vítězství |
| New York Film Critics Online                  | 10. prosince 2017  | Nejlepších deset filmů                                | Já, Tonya                                                   | vítězství |
| Oscar                                         | 4. března 2018     | Nejlepší herečka v hlavní roli                        | Margot Robbie                                               | nominace  |
| Oscar                                         | 4. března 2018     | Nejlepší herečka ve vedlejší roli                     | Allison Janney                                              | vítězství |
| Oscar                                         | 4. března 2018     | Nejlepší střih                                        | Tatiana S. Riegel                                           | nominace  |
| Phoenix Film Critics Society                  | 19. prosince 2017  | Nejlepší film                                         | Já, Tonya                                                   | nominace  |
| Phoenix Film Critics Society                  | 19. prosince 2017  | Nejlepší herečka v hlavní roli                        | Margot Robbie                                               | nominace  |
| Phoenix Film Critics Society                  | 19. prosince 2017  | Nejlepší herečka ve vedlejší roli                     | Allison Janney                                              | vítězství |
| Phoenix Critics Circle                        | 16. prosince 2017  | Nejlepší herečka v hlavní roli                        | Margot Robbie                                               | nominace  |
| Phoenix Critics Circle                        | 16. prosince 2017  | Nejlepší herečka ve vedlejší roli                     | Allison Janney                                              | nominace  |
| Phoenix Critics Circle                        | 16. prosince 2017  | Nejlepší střih                                        | Tatiana S. Riegel                                           | nominace  |
| Phoenix Critics Circle                        | 16. prosince 2017  | Nejlepší komedie                                      | Já, Tonya                                                   | nominace  |
| Producers Guild of America Awards             | 20. ledna 2018     | Nejlepší producenti – film                            | Bryan Unkeless, Steven Rogers, Margot Robbie a Tom Ackerley | nominace  |
| San Diego Film Critics Society                | 11. prosince 2017  | Nejlepší herečka v hlavní roli                        | Margot Robbie                                               | nominace  |
| San Diego Film Critics Society                | 11. prosince 2017  | Nejlepší herečka ve vedlejší roli                     | Allison Janney                                              | vítězství |
| San Francisco Film Critics Circle             | 10. prosince 2017  | Nejlepší herečka v hlavní roli                        | Margot Robbie                                               | vítězství |
| San Francisco Film Critics Circle             | 10. prosince 2017  | Nejlepší herečka ve vedlejší roli                     | Allison Janney                                              | nominace  |
| Satellite Awards                              | 10. února 2018     | Nejlepší snímek                                       | Já, Tonya                                                   | nominace  |
| Satellite Awards                              | 10. února 2018     | Nejlepší herečka v hlavní roli                        | Margot Robbie                                               | nominace  |
| Satellite Awards                              | 10. února 2018     | Nejlepší herečka ve vedlejší roli                     | Allison Janney                                              | nominace  |
| Screen Actors Guild Awards                    | 21. ledna 2018     | Nejlepší herečka v hlavní roli                        | Margot Robbie                                               | nominace  |
| Screen Actors Guild Awards                    | 21. ledna 2018     | Nejlepší herečka ve vedlejší roli                     | Allison Janney                                              | vítězství |
| Seattle Film Critics Society                  | 18. prosince 2017  | Nejlepší herečka v hlavní roli                        | Margot Robbie                                               | nominace  |
| Seattle Film Critics Society                  | 18. prosince 2017  | Nejlepší herečka ve vedlejší roli                     | Allison Janney                                              | nominace  |
| Southeastern Film Critics Association         | 18. prosince 2017  | Nejlepší herečka ve vedlejší roli                     | Allison Janney                                              | 2. místo  |
| Toronto Film Critics Association              | 10. prosince 2017  | Nejlepší herečka ve vedlejší roli                     | Allison Janney                                              | 2. místo  |
| Toronto International Film Festival           | 17. září 2017      | Ocenění publika                                       | Já, Tonya                                                   | 2. místo  |
| Utah Film Critics Association                 | 17. prosince 2017  | Nejlepší herečka ve vedlejší roli                     | Allison Janney                                              | 2. místo  |
| Vancouver Film Critics Circle                 | 18. prosince 2017  | Nejlepší herečka ve vedlejší roli                     | Allison Janney                                              | nominace  |
| Washington D.C. Area Film Critics Association | 8. prosince 2017   | Nejlepší herečka v hlavní roli                        | Margot Robbie                                               | nominace  |
| Washington D.C. Area Film Critics Association | 8. prosince 2017   | Nejlepší herečka ve vedlejší roli                     | Allison Janney                                              | nominace  |
| Writers Guild of America Award                | 11. února 2018     | Nejlepší původní scénář                               | Steven Rogers                                               | nominace  |
| Women Film Critics Circle Awards              | 17. prosince 2017  | Nejlepší herečka ve vedlejší roli                     | Allison Janney                                              | vítězství |
| Zlatý glóbus                                  | 7. ledna 2018      | Nejlepší snímek (muzikál nebo komedie)                | Já, Tonya                                                   | nominace  |
| Zlatý glóbus                                  | 7. ledna 2018      | Nejlepší herečka v hlavní roli (muzikál nebo komedie) | Margot Robbie                                               | nominace  |
| Zlatý glóbus                                  | 7. ledna 2018      | Nejlepší herečka ve vedlejší roli                     | Allison Janney                                              | vítězství |